# Dave Grusin
Robert David "Dave" Grusin (sinh 26 tháng 6 năm 1934) là một nhà sáng tác nhạc, hòa âm phối khí và nghệ sĩ piano người Mỹ. Grusin đã sáng tác nhiều nhạc cho phim truyện và truyền hình, và đã giành được nhiều giải thưởng cho nhạc phim, trong đó có một giải Oscar và 12 giải Grammy. Ông đã có một sự nghiệp ghi âm sung mãn như một nghệ sĩ, nhà cải biên, sản xuất và điều hành sản xuất.
Sinh tại Littleton, Colorado, ông học âm nhạc tại University of Colorado at Boulder và đã được trao bằng cử nhân vào năm 1956. Ông đã sản xuất đĩa đơn đầu tiên, ông "Subways lare for Sleeping", trong năm 1962 và nhạc phim đầu tiên của ông là cho Divorce American Style (1967). Các nhạc phim khác gồm có Winning (1969), The Friends of Eddie Coyle (1973), The Midnight Man (1974) and Three Days of the Condor in 1975.
Vào cuối những năm 1970, ông thành lập hồ sơ GRP cùng với đối tác kinh doanh của mình, Larry Rosen, và bắt đầu tạo ra một số các bản ghi âm kỹ thuật số thương mại đầu tiên. Grusin cũng đã đi đầu trong album soundtrack. Ông là nhà soạn nhạc cho bộ phim đoạt giải Oscar của Mike Nichols, The Graduate. Các nhạc phim khác có On Golden Pond (1981), Tootsie (1982) and The Goonies (1985).
Từ năm 2000 đến năm 2011, Grusin tập trung vào sáng tác nhạc cổ điển và jazz, du lịch, và thu âm với cộng tác viên, trong số đó có tay guitar Lee Ritenour. Cùng nhau, họ đã ghi lại một số bản nhạc bao gồm các album Brazil giành giải Grammy, Harlequin năm 1985. Trong những năm gần đây, họ đã phát hành hai album chéo cổ điển đã được đề cử cho giải Grammy, trong đó có các bản ghi âm Universal Decca, "Two Worlds" và "Amparo". Ông đã kết hôn và có bốn người con.

## Các đĩa nhạc

### Với vị trí thu âm chính
- Subways are for Sleeping – 1962
- Piano, Strings, and Moonlight – 1963
- Kaleidoscope – 1964
- The Graduate – 1968
- "3 Days of the Condor" (Motion Picture Soundtrack)- 1975
- The Yakuza (Motion Picture Soundtrack) – 1975
- Discovered Again! – 1976
- One of a Kind – 1977
- The Champ (Motion Picture Soundtrack) – 1979
- Mountain Dance – 1980
- Dave Grusin Presents GRP All-Stars Live in Japan – 1980
- Out of the Shadows – 1982
- Night Lines – 1983
- Dave Grusin and the NY-LA Dream Band – 1984
- Harlequin (w/ Lee Ritenour) – 1985
- Cinemagic – 1987
- Sticks and Stones (w/ Don Grusin) – 1988
- Collection – 1989
- The Fabulous Baker Boys (Motion Picture Soundtrack) – 1989
- Migration – 1989
- Havana (Motion Picture Soundtrack) – 1990
- The Bonfire of the Vanities (Motion Picture Soundtrack) – 1991
- The Gershwin Connection – 1991
- The Firm (Motion Picture Soundtrack) – 1993
- Dave Grusin Presents GRP All-Star Big Band Live! – 1993
- Homage to Duke – 1993
- The Orchestral Album – 1994
- The Cure (Motion Picture Soundtrack) – 1995
- Mulholland Falls (Motion Picture Soundtrack) – 1996
- Two for the Road – 1997
- Dave Grusin Presents: West Side Story – 1997
- Random Hearts (Motion Picture Soundtrack) – 1999
- Two Worlds (w/ Lee Ritenour featuring guest performances by Renée Fleming, Julian Lloyd Webber và Gil Shaham) – 2000
- The Very Best of Dave Grusin – 2002
- Now Playing – 2004
- The Yakuza (Motion Picture Soundtrack, complete score, Film Score Monthly limited edition of 3000 copies) – 1975 / 2005
- Lucas (Motion Picture Soundtrack, Varese Sarabande CD Club limited edition of 2000 copies) – 1986 / 2006
- Author! Author! (Motion Picture Soundtrack, Varese Sarabande CD Club limited edition of 2000 copies) – 1982 / 2007
- The Scorpio Letters (Motion Picture Soundtrack, Film Score Monthly limited edition of 3000 copies) – 1967 / 2007
- Amparo (w/ Lee Ritenour) – 2008
- The Girl from U.N.C.L.E. (Motion Picture Soundtrack) – 1967 / 2008
- The Heart Is a Lonely Hunter (Motion Picture Soundtrack, Film Score Monthly limited edition of 3000 copies) – 1968 / 2009
- an evening with DAVE GRUSIN (Live with THE HENRY MANCINI INSTITUTE ORCHESTRA) – 2011, HEADS UP

### Với vị trí phụ
- Havana Candy – Patti Austin – 1977
- Crawl Space – Art Farmer – 1972
- Little Big Horn – Gerry Mulligan – 1983
- Equinox Express Elevator – Howard Roberts – 1972

## Giải thưởng và đề cử
- Academy Award Nominee, 1978 "Best Original Score" cho bài hát Heaven Can Wait
- Đề cử giải Oscar, 1979 "Best Original Score" cho bài hát The Champ
- Đề cử giải Oscar, 1981 "Best Original Score" cho bài hát On Golden Pond
- Đề cử giải Oscar, 1982 "Best Original Song" cho bài hát "It Might Be You", from Tootsie
- Thắng giải Grammy, 1986 "Best Arrangement on an Instrumental" cho bài hát "Early A.M. Attitude"
- Đề cử giải Quả cầu vàng, 1988 "Best Original Score" cho bài hát The Milagro Beanfield War
- Thắng giải Oscar, 1988 "Best Original Score" cho bài hát The Milagro Beanfield War
- Đề cử giải Oscar, 1989 "Best Original Score" cho bài hát The Fabulous Baker Boys
- Đề cử giải Quả cầu vàng, 1989 "Best Original Score" cho bài hát The Fabulous Baker Boys
- Thắng giải Grammy, 1989 "Best Album, Original Background Score cho bài hát a Motion Picture or Television" cho bài hát The Fabulous Baker Boys
- Thắng giải Grammy, 1989 "Best Instrumental Arrangement Accompanying Vocals" cho bài hát "My Funny Valentine"
- Đề cử giải Oscar, 1990 "Best Original Score" cho bài hát Havana
- Đề cử giải Quả cầu vàng, 1990 "Best Original Score" cho bài hát Havana
- Thắng giải Grammy, 1990 "Best Album of Original Instrumental Score Written cho bài hát a Motion Picture or Television" cho bài hát The Fabulous Baker Boys
- Thắng giải Grammy, 1990 "Best Arrangement on an Instrumental" Suite cho bài hát The Milagro Beanfield War
- Charles E. Lutton Man of Music Award Recipient, 1991, Phi Mu Alpha Sinfonia Fraternity
- Thắng giải Grammy, 1991 "Best Arrangement on an Instrumental" cho bài hát "Bess You Is My Woman/I Loves You Porgy"
- Đề cử giải Quả cầu vàng, 1991 "Best Original Score" cho bài hát cho bài hát The Boys
- Đề cử giải Oscar, 1993 "Best Original Score" cho bài hát The Firm
- Thắng giải Grammy, 1993 "Best Arrangement on an Instrumental" cho bài hát "Mood Indigo"
- Thắng giải Grammy, 1994 "Best Instrumental Arrangement" cho bài hát "Three Cowboy Songs"
- Đề cử giải Grammy, 1997 "Best Original Score" cho bài hát Selena
- Giải Grammy cho Cải biên nhạc khí có ca sĩ xuất sắc nhất, 2002 cho bài hát "Mean Old Man" trong album October Road của James Taylor